# New College Lane
New College Lane är en gata i nordöstra delen av Oxfords historiska innerstad i England. Gatan har sitt namn efter New College som ligger vid gatan och är ett av Oxfords universitets äldsta college.

## Sträckning och kända byggnader
New College Lanes västra ände ligger vid korsningen med Catte Street, mitt emot Sheldonian Theatre. På båda sidor om gatans västra ände ligger Hertford College, vars norra och södra byggnadskomplex förbinds av Suckarnas bro över New College Lane. Här leder en liten gränd förbi bevarade rester av Oxfords medeltida stadsmur till puben Turf Tavern. 
Gatan vindlar åt sydost mellan de angränsande collegens yttermurar i sten, med en sidoingång till New College. Längs stora delar av gatans sträckning saknas därför fönster mot gatan. Här finns flera exempel på de vattenkastare som är typiska för den gotiska Oxfordarkitekturen.
Gatan övergår i Queen's Lane vid sin sydöstra ände vid Queen's College, där gatan också är spärrad för genomfartstrafik.

## Kända invånare
Vid New College Lane bodde under 1700-talet astronomen Edmond Halley, upptäckare av Halleys komet och professor i geometri vid Oxfords universitet. Huset är idag utmärkt med en minnesplakett.